# Sloanea multiflora
Sloanea multiflora là một loài thực vật có hoa trong họ Côm. Loài này được H.Karst. miêu tả khoa học đầu tiên năm 1862.